# Ochocice
Ochocice (prononciation [ɔxɔˈt͡ɕit͡sɛ]) est un village de la gmina de Kamieńsk, du powiat de Radomsko, dans la voïvodie de Łódź, situé dans le centre de la Pologne.
Il se situe à environ 2 kilomètres (km) au nord de Kamieńsk (siège de la gmina), 18 kilomètres au nord de Radomsko (siège du powiat) et 63 kilomètres au sud de Łódź (capitale de la voïvodie).

## Administration
De 1975 à 1998, le village était attaché administrativement à l'ancienne voïvodie de Piotrków.

Depuis 1999, il fait partie de la nouvelle voïvodie de Łódź.